# فردریک آموریزون
فردریک آموریزون (انگلیسی: Frédéric Amorison؛ زادهٔ ۱۶ فوریهٔ ۱۹۷۸) دوچرخه‌سوار اهل بلژیک است.
از باشگاه‌هایی که در آن بازی کرده‌است می‌توان به لاندباوکردیت–کولناخو اشاره کرد.